# Alfredo Mejía
Alfredo Antonio Mejía Escobar (El Negrito, 3 de abril de 1990) é um futebolista profissional hondurenho que atua como meia, atualmente defende o Xanthi.

## Carreira
Alfredo Mejía fez parte do elenco da Seleção Hondurenha de Futebol nas Olimpíadas de 2012.